# Anyte van Tegea
Anyte van Tegea (Grieks: Ἀνύτη Τεγεᾶτις, Anýtè Tegeâtis, 3e eeuw v.C.) was een Oudgrieks dichteres uit het Arcadië van de derde eeuw voor Christus. Ze schreef literaire epigrammen in een Homerische taal en stijl, maar met een bijzonder vernieuwende inhoud: in haar poëzie staan voornamelijk vrouwen, kinderen, dieren en het landleven centraal. Hoewel er over het leven van Anyte zo goed als niks bekend is, is haar oeuvre na dat van Sappho het omvangrijkste dat we bezitten van een vrouwelijke auteur uit de Griekse oudheid. Er zijn vierentwintig volledige epigrammen van haar hand bewaard, grotendeels overgeleverd via de Anthologia Palatina, met uitzondering van één epigram, dat overgeleverd is via Julius Pollux. Van deze vierentwintig epigrammen worden er doorgaans zeker twintig, maar door sommigen zelfs eenentwintig of tweeëntwintig als authentiek beschouwd.

## Leven en bronnen
Anyte was afkomstig uit Tegea in Arcadië, een ruraal gebied in het centrum van de Peloponnesos. Aan de hand van haar taal en stijl en de imitatie van haar poëzie door latere dichters, wordt ze gesitueerd rond het begin van de derde eeuw voor Christus en dus in het vroege Hellenisme. Over haar leven is zo goed als geen betrouwbare informatie bewaard. De enige anekdote over Anyte in de Griekse literatuur is te vinden in Pausanias’ Beschrijving van Griekenland, waar ze opduikt in een legendarisch verhaal over de god Asklepios. Anyte wordt dan wel weer regelmatig genoemd in opsommingen van vrouwelijke Griekse auteurs, zoals bijvoorbeeld bij Meleager, bij Tatianus en bij Antipater van Thessaloniki, die haar de "vrouwelijke Homerus" noemt. Dit citaat toont aan dat Anyte in de oudheid aanzien genoot, net als het feit dat Meleager haar opnam in zijn Krans, een bloemlezing van Griekse poëzie die een belangrijke basis vormde voor de Anthologia Palatina, en dat auteurs als Pausanias, Tatianus en Julius Pollux in de tweede eeuw na Christus nog steeds over haar schreven.

## Werk
Anyte van Tegea schreef epigrammen, een poëtisch genre dat in eerste instantie vooral gebruikt werd voor inscripties (bijvoorbeeld op grafstenen of kruiken), maar dat vanaf het hellenisme uitgroeide tot een volwaardig literair genre.  Naast Anyte zijn er nog enkele vrouwelijke hellenistische epigramdichters, zoals Nossis of Moero. Anyte was waarschijnlijk een van de eerste hellenistische dichters die haar epigrammen in de vorm van een bundel componeerde. De taal van haar poëzie is uitermate literair en refereert zowel grammaticaal als stilistisch sterk aan Homerus. Dit traditionele taalgebruik en de oude vorm van het epigram, contrasteren met de vernieuwende inhoud van Anyte's poëzie: in haar werk spelen vrouwen, kinderen, dieren en het landleven een prominente rol. Zo introduceerde Anyte bijvoorbeeld het Arcadisch landschap en de pastorale thematiek in het genre van het epigram, en zette zo een belangrijke stap in de bucolische dichtkunst die de komende decennia sterk zou floreren. Ook de prominente aanwezigheid van vrouwen in Anyte's grafepigrammen is ongezien. Slechts een van de vijf overgeleverde epitafen is gericht aan een man die stierf in de strijd (een thema dat voordien schering en inslag was in de epigramkunst). De overige vier epitafen richten zich tot jong gestorven vrouwen, waarbij het vrouwelijk lijden en rouwen opvallend veel aandacht krijgen. Verder was Anyte de eerste dichter die grafopschriften voor dode dieren schreef, een vernieuwend idee dat veel navolging zou kennen bij latere dichters, zoals Nicias of Mnasalces.
Anyte was kortom op verschillende vlakken een pionier in de hellenistische epigramkunst: de eerste bucolische epigrammen, de eerste dierenepigrammen, de eerste epigrammenbundel en een radicaal nieuwe invulling van het genre zijn verwezenlijkingen die allemaal op haar naam staan. Volgens moderne onderzoekers ligt de kracht van Anyte's epigrammen vooral in de spanningen die ze creëert tussen de vorm en de inhoud van haar poëzie. De Homerische taal roept de sfeer van epische heldenverhalen op, en het epigram is een genre dat vanouds gebruikt werd om mannen te eren die gestorven waren in de strijd, of andere masculiene successen hadden bereikt. Lijnrecht daartegenover staat de inhoud van Anyte's poëzie, die de focus verlegt van het traditionele heldenideaal, naar de meer perifere sfeer van het landelijke en het huiselijke. Zo heeft Kathryn Gutzwiller het bijvoorbeeld over het literair persona dat Anyte ontwikkelde, en waarmee ze zich als Arcadische vrouw tegenover de traditionele mannelijke epigramdichter plaatste. Haar poëzie biedt op die manier als het ware een alternatief op de lange traditie van heldenverhaal en -moraal, door de focus te verschuiven van mannen naar vrouwen, van volwassenen naar kinderen, van mensen naar dieren en van hogere naar lagere klassen. Bovendien biedt Anyte volgens Gutzwiller een uniek vrouwelijk perspectief op de dood - via de stemmen van rouwende moeders, stervende dochters en de dichteres zelf. Dat vrouwelijk perspectief biedt geen troostende verhalen in de lijn van bijvoorbeeld het heroïsche 'sterven voor het vaderland', maar toont de dood in zijn ware gedaante van louter zinloze en daardoor des te pijnlijkere destructie van een jong en mooi leven. Ellen Greene beschrijft dan weer treffend hoe Anyte via het gebruik van Homerische taal niet alleen het alledaagse een heroïsche status verleent, maar tegelijkertijd ook het heroïsche ideaal onderuithaalt en zo bijna banaliseert.

## Tekst en vertaling
Anyte's epigrammen zijn overgeleverd via de Anthologia Palatina, maar ze werden ook heruitgegeven in de bloemlezing The Greek Anthology: Hellenistic Epigrams door Gow & Page (GP), waar ze voorzien werden van een duidelijke nummering, die dan ook vaak gehanteerd wordt om naar specifieke epigrammen te verwijzen. Anyte's poëzie is in verschillende talen vertaald, maar ze is nog niet integraal in het Nederlands uitgegeven. Wel is er een integrale Nederlandse vertaling online beschikbaar op de website van Ankie Kuyvenhoven, waarop ook veel informatie over de Griekse uitgaven, vertalingen en secundaire literatuur te vinden is.
Hieronder enkele voorbeelden van Anyte's kenmerkende grafepigrammen gericht aan dieren en jonge vrouwen:

GP 5 (AP VII.486): grafepigram voor de jong gestorven Filainis.
πολλάκι τῷδ᾽ ὀλοφυδνὰ κόρας ἐπὶ σάματι Κλείνα
μάτηρ ὠκύμορον παῖδ᾽ ἐβόασε φίλαν,
ψυχὰν ἀγκαλέουσα Φιλαινίδος, ἃ πρὸ γάμοιο
χλωρὸν ὑπὲρ ποταμοῦ χεῦμ᾽ Ἀχέροντος ἔβα.

Steeds stond de klagende Kleina bij het graf van haar meisje:
een moeder schreeuwend om haar jong gestorven kind,
zoekend naar de ziel van haar Filainis, die ongetrouwd
de groene stroom van de Acheron overstak.

GP 6 (AP VII. 490): grafepigram voor de jong gestorven Antibia.
παρθένον Ἀντιβίαν κατοδύρομαι, ἇς ἐπὶ πολλοὶ
νυμφίοι ἱέμενοι πατρὸς ἵκοντο δόμον,
κάλλευς καὶ πινυτᾶτος ἀνὰ κλέος: ἀλλ᾽ ἐπὶ πάντων
ἐλπίδας οὐλομένα Μοῖρ᾽ ἐκύλισε πρόσω.

Ik ween om het meisje Antibia: zoveel mannen
haastten zich naar haar vaderlijk huis - de roem
van haar schoonheid, haar wijsheid achterna -
maar het dodelijk Lot rolde al hun hoop ver weg.

GP 7 (AP VII.646): grafepigram voor de jong gestorven Erato.
λοίσθια δὴ τάδε πατρὶ φίλῳ περὶ χεῖρε βαλοῦσα
εἶπ᾽ Ἐρατὼ, χλωροῖς δάκρυσι λειβομένα:
ὦ πάτερ, οὔ τοι ἔτ᾽ εἰμί, μέλας δ᾽ ἐμὸν ὄμμα καλύπτει
ἤδη ἀποφθιμένης κυάνεος θάνατος.

Dit waren haar laatste woorden - ze sloeg haar armen om haar vader,
Erato, en ze weende bleke tranen:
“Papa, ik ben er al niet meer. Ik sterf.
Over mijn ogen valt zwarte, donkere Dood.”

GP 10 (via Julius Pollux, Onomasticon V.48): grafepigram voor de puppy Lokris.
ὤλεο δήποτε καὶ σὺ πολύρριζον παρὰ θάμνον
Λόκρι, φιλοφθόγγων ὠκυτάτα σκυλάκων,
τοῖον ἐλαφρίζοντι τεῷ ἐγκάθετο κώλῳ
ἰὸν ἀμείλικτον ποικιλόδειρος ἔχις.

Zelfs jij ging dood, in de dichte struiken, lieve
Lokris. Je was de snelste van alle lief blaffende puppy's.
En toch: een gevlekte adder spoot
zo genadeloos gif in je lenige poot.

GP 11 (AP VII.202): grafepigram voor een haan.
οὐκέτι μ᾽ ὡς τὸ πάρος πυκιναῖς πτερύγεσσιν ἐρέσσων
ὄρσεις ἐξ εὐνῆς ὄρθριος ἐγρόμενος:
ἦ γάρ σ᾽ ὑπνώοντα σίνις λαθρηδὸν ἐπελθὼν
ἔκτεινεν λαιμῷ ῥίμφα καθεὶς ὄνυχα.

Niet meer zoals vroeger - met vlug vleugelwieken
zal je mij uit de veren halen, jij vroege vogel.
Nee: toen je sliep kwam een stille rover langs en
doodde je, met een snelle klauw op je keel.

GP 12 (AP VII.215): grafepigram voor een dolfijn.
οὐκέτι δὴ πλωτοῖσιν ἀγαλλόμενος πελάγεσσιν
αὐχέν᾽ ἀναρρίψω βυσσόθεν ὀρνύμενος,
οὐδὲ περὶ σκαλάμοισι νεὼς περικαλλέα χείλη
ποιφύσσω, τἀμᾷ τερπόμενος προτομᾷ:
ἀλλά με πορφυρέα πόντου νοτὶς ὦς᾽ ἐπὶ χέρσον,
κεῖμαι δὲ ῥαδινὰν τάνδε παρ᾽ ἠιόνα.

Nooit meer zal ik vrolijk in de zeilbare zee
mijn kop opgooien uit de diepte.
Nooit meer zal ik langs schitterende scheepsboorden
blazen van geluk om mijn evenbeeld op de boeg.
Nee: het purperen nat van de zee smeet mij op het droge
en hier lig ik - op het smalle strand.

GP 20 (AP VII.190, ook wel toegeschreven aan Leonidas): grafepigram voor een sprinkhaan en een krekel.
Ἀκρίδι τᾷ κατ᾽ ἄρουραν ἀηδόνι, καὶ δρυοκοίτᾳ
τέττιγι ξυνὸν τύμβον ἔτευξε Μυρώ,
παρθένιον στάξασα κόρα δάκρυ: δισσὰ γὰρ αὐτᾶς
παίγνι᾽ ὁ δυσπειθὴς ᾤχετ᾽ ἔχων Ἀίδας.

Voor haar sprinkhaan (veldnachtegaal) en voor
haar krekel (boombewoner) groef Myro één graf.
Het meisje liet maagdentranen: haar twee speel-
kameraden waren geroofd door genadeloze Hades.

## Ontvangst
Als pionier in de hellenistische dichtkunst en als uitermate 'vrouwelijke' auteur, wordt Anyte vaak bewonderd en bestudeerd vanuit feministische hoek. Zo schreef Marie Baale, de eerste Europese vrouwelijke doctor in de klassieke talen en feministe, haar proefschrift over Anyte van Tegea. De dichteres H.D. die eveneens begaan was met vrouwenemancipatie, baseerde haar gedicht Hermes of the Ways op Anyte's Hermes-epigram (GP 17), en ook in het feministisch kunstwerk The Dinner Party van Judy Chicago komt Anyte's naam voor. Verder is er ook een krater op Mercurius naar haar vernoemd.

## Nederlandse vertalingen/selecties
- Vos, Mieke de (red./vertaling): Ik verlang en sta in brand. Van Sapfo tot Sulpicia, Athenaeum, 2020, ISBN 9789025312282.